# Oliver Wolcott

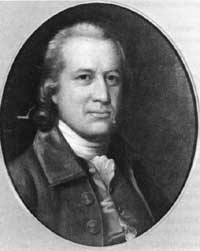
Oliver Wolcott

Oliver Wolcott (* 1. Dezember 1726 in Windsor, Colony of Connecticut des Königreichs Großbritannien, heute Connecticut USA; † 1. Dezember 1797 in Farmington, Connecticut, USA) war ein britisch-amerikanischer Militär und Politiker, unterzeichnete für Connecticut die Unabhängigkeitserklärung und ist damit einer der Gründerväter der Vereinigten Staaten.
Wolcott war das zweite von 14 Kindern des Königlichen Gouverneurs von Connecticut, Roger Wolcott. Er schloss 1747 das Yale College ab. Im Franzosen- und Indianerkrieg wurde er ermächtigt, eine Miliz-Kompanie aufzustellen und diente dem britischen König als Hauptmann dieser Einheit im nördlichen Grenzland. Nach dem Kriege studierte Wolcott Medizin. Von 1751 bis 1771 war er Sheriff des neugebildeten Litchfield County (Connecticut). Wolcott schloss sich wieder der Miliz an und nahm als Brigadegeneral der Streitkräfte aus Connecticut am Unabhängigkeitskrieg teil.
Der Kontinentalkongress ernannte Wolcott zum Beauftragten für Indianerangelegenheiten. Er wurde 1775 in den Kontinentalkongress gewählt. 1776 wurde er ernsthaft krank und unterschrieb darum die Unabhängigkeitserklärung etwas später als die anderen Unterzeichner. 1776–1778 war er an militärischen Operationen beteiligt. 1778–1784 saß er wieder im Kongress.
Wolcott wurde ein zweites Mal Beauftragter für Indianerangelegenheiten. 1786 wurde er zum Vizegouverneur von Connecticut gewählt. 1796 folgte er nach dessen Tod Samuel Huntington im Amt des Gouverneurs von Connecticut. Er wurde wiedergewählt und starb im Amt. Wolcott liegt auf dem Ostfriedhof in Litchfield begraben.
Wolcott war zeit seines Lebens ein passionierter Poet.
Sein Sohn Oliver Wolcott junior wurde wie sein Vater und sein Großvater Gouverneur von Connecticut.